# Mamaj
Mamaj (1335 – 1380) az Arany Horda beglerbégje, a kánság zavaros időszakában, 1361-1380 között de facto ő uralkodott az állam nyugati részén.

## Beglerbégi kinevezése és hatalmának kezdetei
Mamaj Dzsingisz kán klánjából származott, feltehetően egy Dzsingisz-leszármazott törvénytelen gyermeke volt. Az 1350-es évek második felében a Krím-félszigeten és a Fekete-tenger északi partvidékén volt az Arany Horda kánjának helytartója. 1357-ben az új kán, Berdibég kinevezte beglerbégjének (hadvezérének) és a lányát is feleségül adta hozzá.

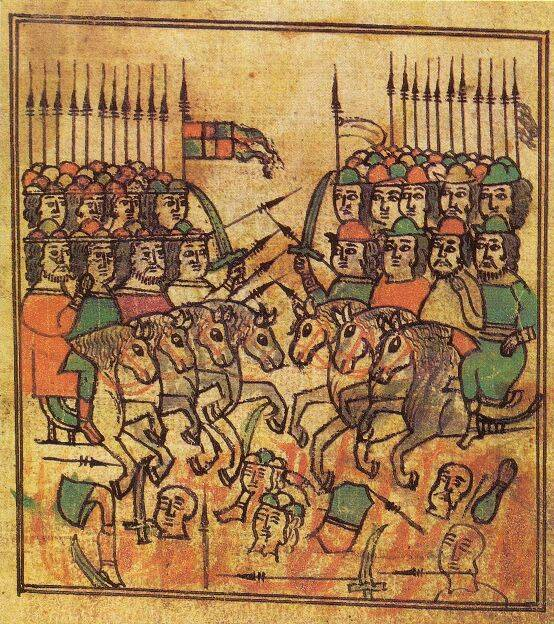
A kulikovói csata. 17. sz.-i miniatúra.

Berdibéget 1359-ben meggyilkolták, de Mamaj nem ismerte el az új kánt. Mivel ő maga nem volt törvényes Dzsingisz-leszármazott, nem lehetett belőle kán, így ehelyett Üzbég kán legkisebb fiának (vagy unokájának), Abdullahnak trónigényét támogatta. A trónkövetelők azonban sorra léptek fel, 1359 és 1367 között Mamaj kilenc különböző kánnal (vagyis olyan trónkövetelővel aki hosszabb-rövidebb időre elfoglalta a fővárost, Új-Szarajt) állt háborúságban. Mamaj időközben uralma alá hajtotta a kánság délnyugati területeit a Krímtől a Volga jobb partjáig. Időnként (1363, 1367—1368, 1372—1373) sikerült elfoglalnia a fővárost, de hosszabb időre nem tudta megtartani. Mivel a keleti kánoknál nem talált támogatásara, külső kapcsolataiban inkább nyugat felé (Genova, Litván Nagyfejedelemség, Velence) orientálódott.
1370 júniusában Abdullah meghalt, a kortársak feltételezése szerint Mamaj ölette meg. A beglerbég új védence a nyolcéves Mohamed Bolak lett, aki Mamaj bábjaként uralkodott, de Új-Szarajból többször is kiűzték ellenfelei.

## Kapcsolatai az orosz fejedelemségekkel
A földrajzi közelség révén Mamaj szoros kapcsolatokat tartott fent a vazallus orosz fejedelemségekkel, elsősorban az akkorra megerősödő Moszkvai Fejedelemséggel. A tatár vezér eleinte támogatta Moszkvát. 1363-ban a kiskorú Dmitrij Ivanovics helyett régensként uralkodó Alekszij metropolitával megegyezett az éves adó csökkentéséről. Állítólag korábban Mamaj segített kiszabadítani az 1358-59-ben Litvániában raboskodó Alekszijt. Szintén 1363-ban Mamaj kiadott egy jarlikot, miszerint Moszkva nem a Szaraj-beli kánnak, hanem Abdullahnak (azaz neki) tartozik hűséggel. Ugyanebben az évben Dmitrij herceg Mamaj támogatásával megszerezte a vlagyimiri nagyfejedelmi címet. 1370-re azonban megromlott a viszonyuk és Mamaj a tveri Mihail Alekszandrovicsnak adta át a nagyfejedelmi méltóságot. Dmitrij katonai fenyegetéssel lemondásra kényszerítette ellenfelét, és utána személyesen utazott el Mamaj székhelyére, hogy Mohamed Bolak kezéből átvegye a nagyfejedelmi jarlikot. 1374-re végleg megromlott és fegyveres összecsapásokig fajult a viszonyuk, ami 1380-ban a kulikovói csatában kulminált.

## Mamaj bukása
1377-ben a fiatal Toktamis kán hozzáfogott, hogy Timur Lenk támogatásával meghódítsa az egész Dzsocsi-uluszt. 1378 tavaszára övé volt a keleti rész, a Fehér Horda és utána a Mamaj által uralt nyugati rész, a Kék Horda felé fordult. 1380 áprilisára elfoglalta az Arany Horda déli és középső részét, és egészen az Azovi-tengerig nyomult előre. Hogy hátországát biztosítsa és esetleg vazallus segédcsapatokat szerezzen, Mamaj a kisebbik ellenfele, a Moszkvai fejedelemség ellen szervezett hadjáratot. Zsoldosokkal megerősített hadserege azonban a kulikovói mezőn döntő vereséget szenvedett. Mamaj a Krímre menekült, ám mivel közben Mohamed Bolak meghalt (lehetséges, hogy az ütközetben), uralma elvesztette legitimitását, míg Toktamis Dzsingisz kán leszármazottja volt. 1380 szeptemberében a Kalka folyónál találkozott egymással Toktamis és Mamaj serege, ám az utóbbi harcosai átálltak Toktamis oldalára.
Mamaj maradék híveivel Kaffába menekült, amely régi szövetségesei, a genovaiak krími központja volt, ám nem engedték be a városba. Ezután Ó-Krím városa felé indult, de útközben Toktamis portyázói elfogták és megölték.
Mamaj sírja a Feodoszija melletti Ajvazovszke (régi nevén Sejk-Mamaj) faluban van. Kurgánját a híres festő, Ivan Ajvazovszkij fedezte fel.

## Leszármazottai
Mamaj egyik fia, Manszur Litvániába menekült, ahol Vytautas nagyfejedelem szolgálatában a Hlinszk hercege címet kapta. Tőle származott a Glinszkij hercegi család, melynek egyik prominens képviselője, Mihail Glinszkij fellázadt uralkodója ellen és Moszkvába menekült. Ott III. Vaszilij nagyherceg feleségül vette az unokahúgát, így Rettegett Iván cár is Mamaj leszármazottja. 

## Fordítás
- Ez a szócikk részben vagy egészben  a(z)   Мамай című orosz Wikipédia-szócikk ezen változatának fordításán alapul.  Az eredeti cikk szerkesztőit annak laptörténete sorolja fel. Ez a jelzés csupán a megfogalmazás eredetét és a szerzői jogokat jelzi, nem szolgál a cikkben szereplő információk forrásmegjelöléseként.